# Alsópetény
Alsópetény is een plaats (község) en gemeente in het Hongaarse comitaat Nógrád. Alsópetény telt 752 inwoners (2001).

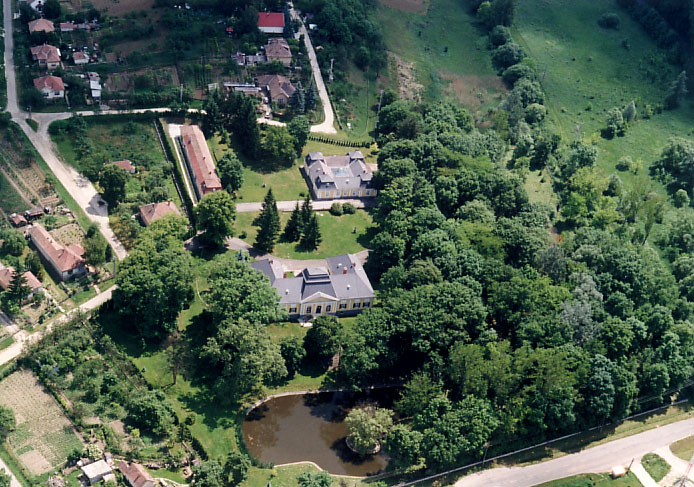
Paleis van Alsópetény
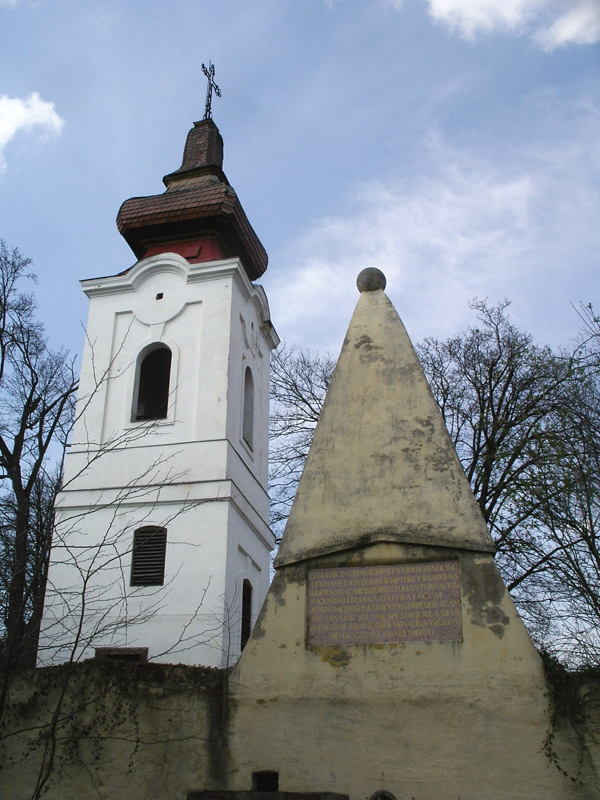
Kerktoren van Alsópetény